# Liège Basket
Liège Basket is een Belgische basketbalclub uit Luik die uitkwam in de BNXT League. De club speelde haar thuiswedstrijden in de Country Hall de Liège die in de deelgemeente Angleur gelegen is.

## Geschiedenis
De club werd in 1967 opgericht als Fléron Basket Club in Fléron en bestond toen uit amateurspelers. In 1975 werd pas de eerste coach aangesteld bij de ploeg. In 1977 werd er gepromoveerd naar tweede provinciale en in 1981 naar eerste provinciale. In 1983 volgde een volgende promotie naar vierde nationale, de volgende jaren speelt de club in de nationale reeksen en in 1988 bereikt deze de tweede klasse. In 2000 besluit de club om te fusioneren met twee andere basketbalclubs uit de provincie Essor Hannut en BC Hannut tot een nieuwe ploeg Liège Basket die ging spelen in Luik. De club behoudt het stamnummer 961 van Fléron en gaat het volgende seizoen als profploeg aan de slag in de hoogste klasse.
De club speelt voortaan zijn wedstrijden in de Country Hall de Liège waar vijftien jaar eerder Standard Luik speelde. In 2001 werden meteen de play-offs bereikt na een zevende plaats in de reguliere competitie. Ze verloren in de kwartfinales van Spirou Charleroi, ondanks de vroege uitschakeling mocht de club deel namen aan de Korać Cup waar ze in de tweede ronde werden uitgeschakeld door Paris Basket Racing. In het seizoen 2001/02 bereikte de club opnieuw de play-offs maar werd opnieuw in de eerste ronde uitgeschakeld ditmaal door Telindus Mons-Hainaut. Het volgende seizoen werden de play-offs niet gehaald. De volgende jaren haalde de ploeg afwisselende successen met meermaals deelname aan de play-offs. In 2004 slaagde de club erin de beker van Belgiië te winnen.
In het seizoen 2009/10 stond de ploeg eerste na de reguliere competitie en haalde de finale in de play-offs maar gingen onderuit tegen Spirou Charleroi. De goede resultaten konden niet worden doorgetrokken en de club haalde de volgende drie jaar de play-offs niet. In het seizoen 2013/14 werd opnieuw de play-offs bereikt maar tot en met het einde van de competitie in 2021 werd de club steeds laatste of voorlaatste en werden er geen play-offs behaald. Ondanks de slechte resultaten in de competitie behaalde de club in 2015 nog wel de finale van de beker van België. De club maakte samen met de andere eerste klasse clubs de overstap naar de nieuwe BNXT League.
In november 2022 werd bekendgemaakt dat de club werd overgenomen door de Amerikaanse Investeringsgroep CFP Investment Group van de Amerikaan Ernie Cambo. Luik werd daarmee de eerste Belgische basketbalclub in buitenlandse handen. Na het seizoen 2023/24 trok Cambo zich terug uit Liège Basket. Later werd beslist dat Liège basket in het seizoen 2024/25 niet meer zal uitkomen in de BNXT League.

## Palmares
- Bekerwinnaar

Winnaar (1x): 2004
Finalist (1x): 2015
- Belgische Supercup

Winnaar (2x): 2004, 2009

## Sponsornamen
- TEC Liège (2000-2001)
- Dexia Liège (2001)
- Euphony Liège (2001-2004)
- Liège Basket (2004-2015)
- betFirst Liège Basket (2015-2017)
- VOO Liège Basket (2017-2021)
- RSW Liège Basket (2021-2024)

## Coaches
| Periode   | Coach                 | Opmerking |
| --------- | --------------------- | --------- |
| 2000-2007 | Julien Marnegaves     |           |
| 2002-2007 | Giovanni Bozzi        |           |
| 2007-2009 | Tom Johnson           |           |
| 2009-2011 | Dario Gjergja         |           |
| 2011-2016 | Fulvio Bastianini     |           |
| 2016-2017 | Thibaut Petit         |           |
| 2017      | Sacha Massot          | interim   |
| 2017-2018 | Laurent Constantiello |           |
| 2018-2020 | Sacha Massot          |           |
| 2020-2022 | Lionel Bosco          |           |
| 2022-2023 | Brad Greenberg        |           |
| 2023-2024 | Alex Zampier          |           |

## Bekende (ex-)spelers
- Ebi Ere
- Michael Huger
- Barry Mitchell
- Karim Souchu
- Ryan Moss
- Andre Emmett
- Stéphane Pelle
- Will Thomas